# Kamnitsa
Koordinaten: 57° 56′ N, 27° 26′ O
Kamnitsa (deutsch Kamnitza) ist ein Dorf (estnisch küla) im Südosten Estlands. Es gehört zur Landgemeinde Võru im Kreis Võru (bis 2017 Landgemeinde Orava im Kreis Põlva).

## Einwohnerschaft, Lage und Geschichte
Das Dorf hat acht Einwohner (Stand 31. Dezember 2011). Es liegt 28 Kilometer nordöstlich der Stadt Võru.
In der Nähe des Ortskerns fließt der 8,8 Kilometer lange Bach Kamnitsa oja.
Der Ort wurde erstmals 1630 unter dem Namen Kamitza urkundlich erwähnt.